# 새뮤얼 데이비스 (성직자)

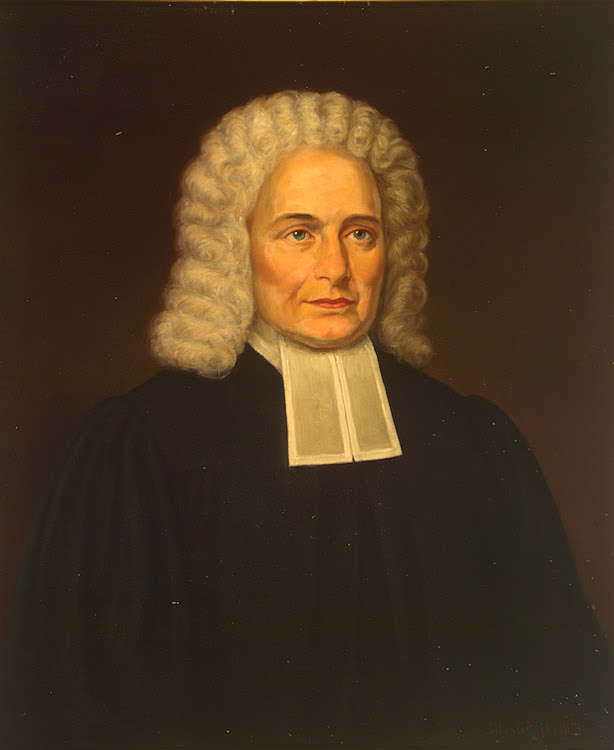
새뮤얼 데이비스

새뮤얼 데이비스(영어: Samuel Davies, 1723년 11월 3일 ~ 1761년 2월 4일)는 미국의 복음주의 장로교 성직자이다. 신앙심 깊은 어머니 밑에서 독자로 어린 시절을 보낸 뒤, 침례교 목사 아벨 모건에서 조기 교육을 받았다. 15살에 사역에 헌신하기로 마음을 먹고, 사무엘 블레어 아래서 사역을 시작하였다. 장로교 목회자로 프린스턴 대학교의 4대 총장(1759-1761)으로도 활동하였다. 그는 마틴 로이드 존스로부터 '미국에서 나온 가장 훌륭한 설교자'라는 평가를 받으며, 로이드 존스는 웨스트민스터 신학교 학생들에게 일독을 권하였다.
그는 조나단 에드워즈에 이어 프린스턴 대학교 4대 총장을 2년째 섬기던 중, 극심한 피로와, 고열로 인해 사망하였다.

## 활동 및 유산
데이비스는 웅변기술이 남달라서, 그의 영향을 받은 수사학과 설득기술은 학생들이 대중 연설을 연습하도록 만들기에 충분하였다. 그의 수사학은 문학 사회단체들을 만들어 냈는 데, 미국 휘그 협회(American Whig-Clisophic Society, 1769년)과 이 대표적이다.

## 같이 보기
- 통나무 대학
- 길버트 테넌트